# Reinhold Johannes Buhl
Reinhold Johannes Buhl, né à Mannheim le 30 avril 1933 et mort le 6 janvier 2021, est un violoncelliste allemand. 

## Carrière
Reinhold Buhl reçoit sa première leçon de musique lorsqu'il a dix ans, puis de 1945 à 1952, il étudie auprès de Margot Gutbrod, à Mannheim. Dès ses quinze ans, il remporte un grand succès au concert. De 1953 à 1956, il étudie à la haute école de musique de Mannheim avec August Eichhorn et Hans Adomeit avant de passer son examen d'État, en 1956. La même année, il participe à un atelier d'Enrico Mainardi. Les techniques de jeu de violoncelle et les racines musicales sont issus de la tradition suivante :
- Louis Hoelscher – Hans Adomeit – Reinhold Buhl.
- Julius Klengel – Emanuel Feuermann et Pablo Casals – August Eichhorn – Reinhold Buhl.
- Alfredo Piatti – Hugo Becker – Enrico Mainardi – Reinhold Buhl.

## Activités musicales

### Vie professionnelle
- Membre de la Solistenvereinigung Cappella Coloniensis de la Westdeutscher Rundfunk (WDR)
- Direction de la classe de violoncelle de l'Institut universitaire de musique de Mayence
- Violoncelliste solo de l'Orchestre de chambre fondé à Mayence par Günter Kehr
- Violoncelliste solo à Wuppertal
- 1968–1996 violoncelliste solo de l'Orchestre symphonique de la Radio Bavaroise sous la direction de chefs d'orchestre tels que Rafael Kubelík, Colin Davis et Lorin Maazel.

Depuis 1955, il entreprend également une activité de concertiste en Allemagne et ensuite à travers presque tous les pays d'Europe occidentale, puis en Afrique, au proche-Orient, en Inde, au Japon, à Hong kong et en Corée.
Reinhold Buhl réalise de nombreux enregistrements autant en tant que membre de musique de chambre, ou en tant que soliste pour divers labels discographiques — notamment chez DG, Philips, Vox, Harmonia Mundi, FSM, Calig et Calliope. Les radios allemandes et d'autres pays, ont également produit des enregistrements avec lui.

### Après sa retraite
- 1996 : Création et direction des concerts de musique de chambre Marthashofener à Grafrath, près de Munich.

Le projet est consacré à l'interprétation historiquement informée de la musique ancienne. La maison de musique Marthashofen est construite en 1996 et dispose d'une salle de concert, de six pianos historiques et plus récemment d'un piano-forte d'après Cristofori. De prestigieux ensembles sont invités comme Quatuor Henschel ou des solistes tels que Christoph Hammer. Âgé de quatre-vingt ans, Reinhold Buhl a joué le 30 avril 2013 son quatrième et dernier concert d'un cycle de l'intégrale des œuvres de Beethoven pour violoncelle et piano. Il joue de préférence sur un instrument de Giovanni Grancino, à Milan, daté de 1698.
- Création de la fondation privée Christa & Reinhold J. Buhl.

Elle veut préserver les pianos de la collection et les rendre accessibles aux musiciens, notamment pour les enregistrements.

## Prix
- En 1957, Concours international ARD de Munich
- Prix musical Kranichsteiner
- Concours musical international de Genève

## Discographie
- Louis Vierne, Sonate pour violoncelle et piano, op. 27 - Reinhold Johannes Buhl, violoncelle ; Raya Birguer, piano (janvier 1972, Calliope CAL 1805)